# نیکولای اولینین
نیکولای اولینین (روسی: Николай Игоревич Олюнин؛ زادهٔ october ۲۳, ۱۹۹۱ (۳۳ سال)) ورزشکار اسنوبردسواری اهل روسیه است.
وی در مسابقات کشوری و بین‌المللی در مجموع برندهٔ ۲ مدال طلا، ۲ مدال نقره شده‌است.